# Самтер (округ, Південна Кароліна)
Шаблон:StateAbbr_ 33°55′ пн. ш. 80°23′ зх. д. / 33.92° пн. ш. 80.38° зх. д.
Округ Самтер (англ. Sumter County) — округ (графство) у штаті Південна Кароліна, США. Ідентифікатор округу 45085.

## Історія
Округ утворений 1800 року.

## Демографія
За даними перепису
2000 року
загальне населення округу становило 104646 осіб, зокрема міського населення було 64320, а сільського — 40326.
Серед мешканців округу чоловіків було 50680, а жінок — 53966. В окрузі було 37728 домогосподарств, 27611 родин, які мешкали в 41751 будинках.
Середній розмір родини становив 3,17.
Віковий розподіл населення поданий у таблиці:
| Стать    | До 15 років | 15-21 | 22-29 | 30-39 | 40-49 | 50-65 | 65-85 | Понад 85 |
| -------- | ----------- | ----- | ----- | ----- | ----- | ----- | ----- | -------- |
| Чоловіки | 12491       | 5920  | 5685  | 7705  | 7348  | 6947  | 4266  | 318      |
| Жінки    | 12003       | 5647  | 5524  | 8084  | 7793  | 7739  | 6213  | 963      |

## Суміжні округи
- Лі — північ
- Флоренс — північний схід
- Клерендон — південь
- Калгун — південний захід
- Ричленд — захід
- Кершо — північний захід

## Виноски
1. ↑  U.S. Decennial Census. United States Census Bureau. Процитовано 19 березня 2015.
2. ↑  Historical Census Browser. University of Virginia Library. Архів оригіналу за 11 серпня 2012. Процитовано 19 березня 2015.
3. ↑  Forstall, Richard L., ред. (27 березня 1995). Population of Counties by Decennial Census: 1900 to 1990. United States Census Bureau. Процитовано 19 березня 2015.
4. ↑  Census 2000 PHC-T-4. Ranking Tables for Counties: 1990 and 2000 (PDF). United States Census Bureau. 2 квітня 2001. Процитовано 19 березня 2015.
5. ↑  State & County QuickFacts. United States Census Bureau. Архів оригіналу за 6 червня 2011. Процитовано 14 Apr 2014. [Архівовано 2011-06-06 у Wayback Machine.]
6. ↑  American FactFinder. Бюро перепису населення США. Архів оригіналу за 26 лютого 2012. Процитовано 31 січня 2008. [Архівовано 2008-05-21 у Wayback Machine.]

| США | Це незавершена стаття з географії США. Ви можете допомогти проєкту, виправивши або дописавши її. |